# Mahaica River
Mahaica River är ett vattendrag i Guyana.   Det ligger i regionen Demerara-Mahaica, i den nordöstra delen av landet, 28 km öster om huvudstaden Georgetown.